# Bernardo I de Italia
Bernardo de Italia (Vermandois, 799-Milán, 17 de abril de 818), fue rey de Italia de 810 a 817. Conspiró contra su tío, el emperador Luis el Piadoso (Ludovico Pío), cuando la Ordinatio Imperii de éste convirtió a Bernardo en vasallo de su primo Lotario. Cuando se descubrió su complot, Luis ordenó que le cegaran, procedimiento que le costó la vida.

## Biografía
Bernardo nació en 797, hijo ilegítimo del rey Pipino de Italia, tercer hijo del emperador Carlomagno. En 810, Pipino murió de una enfermedad contraída en el largo e infructuoso asedio de Venecia. Bernardo se casó con una mujer llamada Cunegonda, pero el año de su matrimonio y los orígenes de su esposa son oscuros. Algunas fuentes se refieren a ella como «de Laon». Tuvieron un hijo, Pipino, conde de Vermandois, nacido en 817.
En 817, el rey Luis (Ludovico) dividió el imperio entre sus tres hijos, asignando al mayor de ellos, Lotario, la corona de Italia, lo que convertía a Bernardo en su vasallo. Algunos de los consejeros de Bernardo, entre ellos el conde Eggideo y su chambelán Reginhard, le persuadieron de que este acuerdo amenazaba su posición. Bernardo se rebeló contra su tío con el apoyo de varias personas, entre las que se cuenta (sin que haya evidencia al respecto) al obispo Teodulfo de Orleans. Reportes «parcialmente ciertos» llegaron a oídos del rey Ludovico de que su sobrino Bernardo planeaba instalar un régimen 'ilegal' (es decir, independiente) en Italia.
Luis el Piadoso reaccionó rápidamente ante el complot y marchó hacia el sur, a Chalon. Bernardo y sus socios fueron tomados por sorpresa; Bernardo viajó a Chalon en un intento de negociar condiciones, pero él y los cabecillas se vieron obligados a rendirse a Luis, que los transladó a Aquisgrán, donde fueron juzgados y condenados a muerte. Luis les cambió «misericordiosamente» la pena de muerte por la de ceguera, lo que neutralizaría a Bernardo como amenaza sin llegar a matarlo; sin embargo, el proceso de ceguera (realizado mediante la presión de un estilete al rojo vivo sobre los globos oculares) resultó tan traumático que Bernardo murió en agonía dos días después de que se llevara a cabo el procedimiento. Al mismo tiempo, Luis hizo tonsurar y confinar en monasterios a sus propios medios hermanos Drogo, Hugo y Teodorico, para evitar que otros vástagos carolingios desafiaran la línea principal. También trató con dureza a los culpables o sospechosos de conspirar con Bernardo: Teodulfo de Orleans fue encarcelado y murió poco después; los conspiradores laicos fueron cegados, los clérigos depuestos y encarcelados; todos perdieron tierras y honores.
La muerte de Bernardo, habría de tener consecuencias importantes. Sea por la culpa que sintió el emperador, porque la muerte de Bernardo dejó al emperador expuesto a la dominación clerical y redujo su prestigio y respeto entre la nobleza franca, o por como un gesto para restaurar la armonía y restablecer su autoridad, en 822 Luis hizo una demostración de penitencia donde confesó ante toda la corte haber matado pecaminosamente a su sobrino; también dio la bienvenida a sus hermanastros de nuevo a su favor. Su pública penitencia, que tuvo lugar en la corte de Attigny en 822, redujo sensiblemente el prestigio del que gozaba entre la nobleza franca.